# Susan Hough
Susan Elizabeth Hough (20 marzo 1961) è una sismologa statunitense.

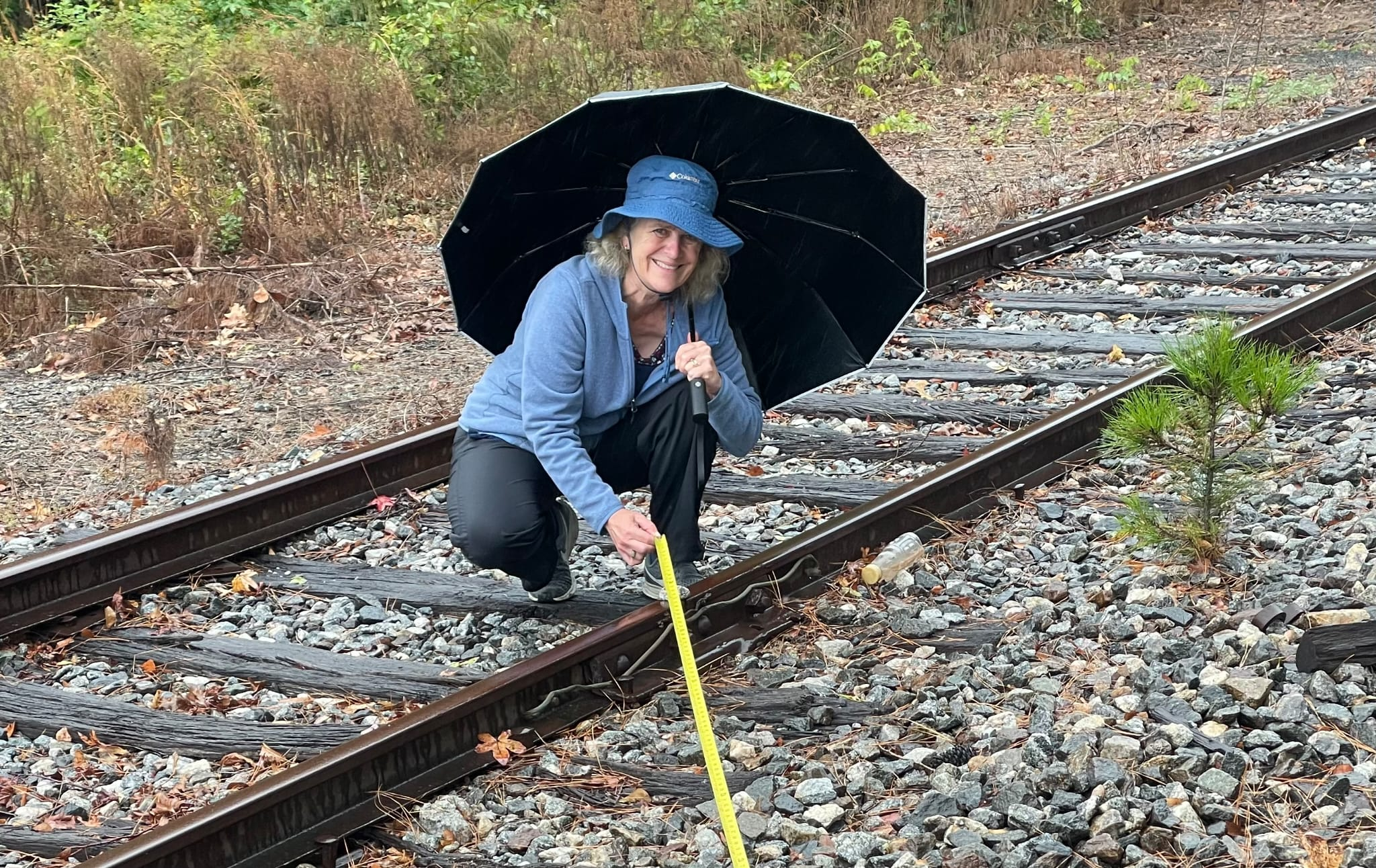
Susan Hough

Attualmente impiegata presso lo United States Geological Survey a Pasadena, in California, ha scritto diversi articoli e contributi per il Geotimes Magazine. È autrice di vari libri.

## Biografia
Laureatasi nel 1982 all'Università della California - Berkeley, ha conseguito il suo dottorato presso lo Scripps Institution of Oceanography nel 1987. È stata uno dei membri della direzione della Seismological Society of America dal 1998 al 2004 e del Southern California Earthquake Center dal 2006 al 2009.
In seguito al terremoto di Haiti del 2010, è stata nominata a capo del team incaricato dallo United States Geological Survey di installare sismografi e accelerometri sul posto. Ciò fa parte di un più ampio tentativo, da parte dell'agenzia americana, di migliorare l'ingegneria sismica. Susan Hough e il suo team si sono affidati a sismografi portatili per misurare l'intensità delle scosse di assestamento, e continua ancora oggi a collaborare con i sismologi haitiani per la realizzazione di sistemi di monitoraggio all'interno dello stato caraibico. Le aree a rischio nei terremoti futuri sono mappate mediante microzonazione sismica utilizzando condizioni geologiche locali per calcolare il rischio sismico. Normalmente, si prende in considerazione l'effetto degli strati sedimentari, ma in questo caso la topografia locale viene trascurata. Tuttavia, i risultati forniti da Hough e dal suo team hanno evidenziato che l'amplificazione topografica ha svolto un ruolo importante nel causare i danni sismici di Pétionville, un sobborgo di Port-au-Prince, sfidando così la visione convenzionale sui fattori da considerare quando si eseguiva la microzonazione.
La Hough ha pubblicato anche diversi articoli per quotidiani importanti come il Los Angeles Times o riviste specializzate.
In Italia il suo nome è soprattutto associato alle critiche da lei riservate a Giampaolo Giuliani, venuto alla ribalta per le sue presunte previsioni relative al terremoto dell'Aquila del 2009.

## Pubblicazioni (in inglese)
Libri
- Predicting the Unpredictable: The Tumultuous Science of Earthquake Prediction (2009), Princeton University Press, ISBN 0-691-13816-8
- Richter's Scale: Measure of an Earthquake, Measure of a Man, a biography of famed seismologist Charles Richter (2007), Princeton University Press, ISBN 0-691-12807-3
- After the Earth Quakes: Elastic Rebound on an Urban Planet (2005), Oxford University Press, ISBN 0-19-517913-7
- Finding Fault in California: An Earthquake Tourist's Guide (2004), Mountain Press Publishing Company, ISBN 0-87842-495-4
- Earthshaking Science: What We Know (and Don't Know) about Earthquakes (2004), Princeton University Press, ISBN 0-691-11819-1

Articoli (selezione)
- Susan E. Hough, Alan Yong, Jean Robert Altidor, Dieuseul Anglade, Doug Given, Saint-Louis Mildor: Site Characterization and Site Response in Port-au-Prince, Haiti[collegamento interrotto], Earthquake Spectra, Volume 27, Issue S1 (October 2011) DOI: 10.1193/1.3637947
- Susan Hough: Five myths about earthquakes, Washington Post, 26 August 2011
- S. Hough, J. Altidor, D. Anglade, D. Given: Localized damage caused by topographic amplification during the 2010 M7.0 Haiti earthquake, Nature Geoscience, 2010
- Susan E. Hough: Haiti is a reminder of how we can help other quake-prone areas, Los Angeles Times, February 8, 2010
- Susan Hough: Confusing Patterns with Coincidences, New York Times, 11 April 2009